# 30190 Alexshelby
30190 Alexshelby este un asteroid din centura principală de asteroizi.

## Descriere
30190 Alexshelby este un asteroid din centura principală de asteroizi. A fost descoperit pe 6 aprilie 2000 la Socorro, New Mexico, în cadrul proiectului LINEAR. Asteroidul prezintă o orbită caracterizată de o semiaxă mare de 2,35 ua, o excentricitate de 0,18 și o înclinație de 6,3° în raport cu ecliptica.